# Solang ich lebe – Jab Tak Hai Jaan
Solang ich lebe – Jab Tak Hai Jaan (Hindi, जब तक है जान, Jab Tak Hai Jaan) ist ein indischer Hindi-Film, der am 13. November 2012 Premiere hatte. Im deutschsprachigen Raum startete er am 15. November 2012, allerdings nur eine geringe Anzahl an Filmkopien in Originalversion mit deutschen Untertiteln (OmU). Die Regie führte dabei Yash Chopra. Die Hauptrollen spielen Shah Rukh Khan, Katrina Kaif und Anushka Sharma. Solang ich lebe war der letzte Film, in dem der berühmte Yash Chopra Regie führte, bevor er starb.

## Handlung
Major Samar Anand ist im indischen Militär der bekannteste Spezialist des Bombenentschärfungskommandos, doch auch für sein verschlossenes Wesen berüchtigt. Erst die angehende Dokumentarfilmerin Akira Rai entdeckt sein Geheimnis, als sie in seinem Tagebuch die bewegende Liebesgeschichte von vor zehn Jahren liest. Seine Geschichte fasziniert sie so sehr, dass sie ihn für eine Reportage über den „Mann, der nicht sterben kann“ auf Schritt und Tritt begleiten will. Dabei kann die lebensfrohe und überschwängliche Akira dem sonst so verschlossenen, ernsten Samar immer näher kommen und verliebt sich schließlich in Samar, der jedoch ihre Gefühle nicht erwidert, da sein Herz noch immer seiner alten Liebe Meera gehört.
Für die Veröffentlichung ihres ersten Dokumentarfilms bittet Akira Samar nach London zu kommen, denn der Discovery Channel möchte ihn als Hauptperson live präsentieren. Obwohl diese Stadt schmerzliche Erinnerungen an seine Vergangenheit hervorruft, überwindet er seine Abscheu Akira zuliebe und fährt dorthin. Gerade dort angekommen wird er von einem Auto angefahren und leidet infolge des Unfalltraumas an retrograder Amnesie. Er kann sich nicht an die letzten zehn Jahre erinnern und auch nicht Akira wiedererkennen. Um seine Genesung nicht zu gefährden, bemüht sich Akira, seine frühere Verlobte Meera zu finden und diese zu überzeugen, ihr Gelübde, Samar nie mehr wieder zu sehen, zu überdenken.

### Synchronisation
Die deutsche Synchronfassung wurde anlässlich der DVD-Veröffentlichung am 8. März 2013 
im Auftrag des deutschen Filmlabels Rapid Eye Movies angefertigt.
| Darsteller      | Rolle                         | Synchronsprecher  |
| --------------- | ----------------------------- | ----------------- |
| Shah Rukh Khan  | Samar Anand                   | Pascal Breuer     |
| Katrina Kaif    | Meera Thappar                 | Manja Doering     |
| Anushka Sharma  | Akira Rai                     | Rubina Kuraoka    |
| Anupam Kher     | Meeras Vater                  | Reinhard Kuhnert  |
| Amarinder Sodhi | Captain Kamal Singh           | Tommy Morgenstern |
| Varun Thajur    | Lieutenant Hari Krishnan      | Hannes Maurer     |
| Julia St. John  | Catherine (Discovery Channel) | Martina Treger    |

## Musik
Der Soundtrack zum Film wurde am 8. Oktober 2012 auf der Website Rahman360 veröffentlicht.
| # | Titel                      | Sänger/in                                     | Länge |
| - | -------------------------- | --------------------------------------------- | ----- |
| 1 | Challa                     | Rabbi Shergill                                | 05:23 |
| 2 | Saans                      | Mohit Chauhan, Shreya Ghoshal                 | 05:28 |
| 3 | Ishq Shava                 | Raghav Mother, Shilpa Rao                     | 04:32 |
| 4 | Heer                       | Harshdeep Kaur                                | 05:16 |
| 5 | Jiya Re                    | Neeti Mohan, Rap: Sofia Ashraf, Nikita Gandhi | 05:21 |
| 6 | "Jab Tak Hai Jaan"         | Javed Ali, Shakthisree Gopalan                | 03:53 |
| 7 | Saans (Reprise)            | Shreya Ghoshal                                | 02:06 |
| 8 | Ishq Dance                 | Instrumental                                  | 03:31 |
| 9 | Jab Tak Hai Jaan (Gedicht) | Shah Rukh Khan                                | 02:15 |

## Kritik
„Schillernde Bollywood-Romanze, die souverän zwischen Melodram und romantischer Komödie changiert und dabei Action- sowie Song-and-Dance-Szenen einbezieht. Eine schillernde Geschichte um unterschiedliche Kulturen und Wertesysteme, deren Spannungen sich durch die Liebe überwinden lassen.“

„Eine Beschwörung des gleichermaßen bittere Entsagung und süße Hingabe atmenden, gesungenen und getanzten Bollywood-Liebeszaubers. […] Der Film kommt vollständig ohne Fieslinge aus, auch fast ohne traditionelle Saris, dafür hat er eine halb verhüllte Bettszene zu bieten. Ein Zugeständnis an libertäre Zeiten, in denen die alte Kinosehnsucht nach der einzigen Liebe so berauschend naiv wohl nur noch in Bollywood möglich ist.“

Der Kritiker der Molodezhnaja.ch schreibt, der Film „ein gutes bis sehr gutes Werk, […] aber die Verflechtung mit Glaubensfragen bricht ihm fast das Genick.“ Gelobt werden die technische und schauspielerische Leistung – insbesondere von Shahrukh Khan – „die Musik ist toll, die Kamera sowieso, die Lied-Choreografie macht immer immens gute Laune. Und die Bomben-Entschärfungs-Szenen sind fast schon spannend“. Weniger gut seien die beiden Aktricen und der Mangel an „ikonenhaften Szenen […], die man auch in zehn Jahren noch erkennen würde“. Großes Manko sei aber „der an den Haaren herbeigezogene Konflikt“, der die aufkommenden Emotionen zunichte mache.